# Cantonul Mornant
Cantonul Mornant este un canton din arondismentul Lyon, departamentul Rhône, regiunea Rhône-Alpes, Franța.

## Comune
- Chaussan
- Mornant (reședință)
- Orliénas
- Riverie
- Rontalon
- Saint-André-la-Côte
- Saint-Didier-sous-Riverie
- Saint-Laurent-d'Agny
- Saint-Maurice-sur-Dargoire
- Saint-Sorlin
- Sainte-Catherine
- Soucieu-en-Jarrest
- Taluyers